# Pringleella
Pringleella là một chi rêu trong họ Ditrichaceae.